# Machairodus aphanistus

Machairodus aphanistus (лат.) — вымерший вид саблезубых кошек рода махайроды, существовавший в эпоху плиоцена и обитавший в различных частях Евразии и Северной Америки. Самец достигал размеров льва, самки были мельче. Верхние резцы его торчали из пасти на 15—16 сантиметров. Пищей для Machairodus aphanistus служили, как и другим представителям саблезубых, крупные копытные, однако учёные до сих пор не могут прийти к единому мнению на тот счёт, питались ли саблезубые мясом своей жертвы или более калорийными внутренностями — печенью, почками, селезёнкой и так далее.

## Галерея
| - Череп Machairodus aphanistus |